# Beija-flor-de-garganta-branca
Colibri-de-talamanca ou beija-flor-de-garganta-branca (Lampornis castaneoventris) é uma espécie de beija -flor da tribo Lampornithini da subfamília Trochilinae . É endémico do Panamá.

## Taxonomia e sistemática
A pedra-de-garganta-branca é tratada como uma espécie pelo Comitê Ornitológico Internacional (COI) e pelo Manual das Aves do Mundo (HBW) da BirdLife International. No entanto, o Comitê de Classificação Norte-Americana da Sociedade Ornitológica Americana e a taxonomia de Clements tratam a gema da montanha de cauda cinza ( Lampornis cinereicauda ) como subespécie do que eles chamam de gema da montanha de garganta branca.

## Descrição

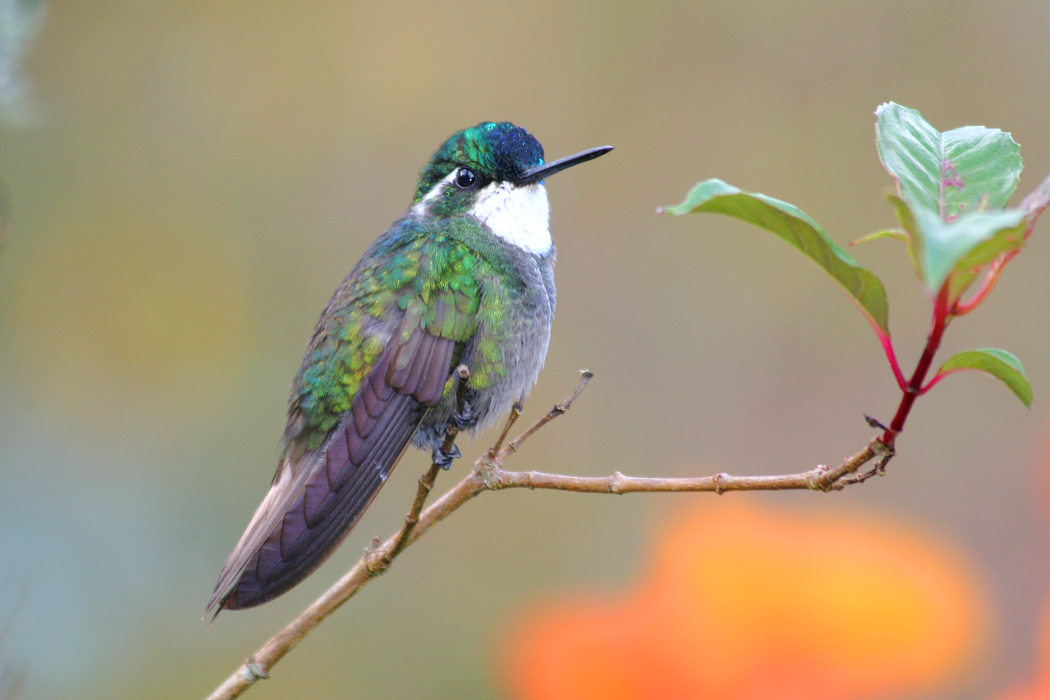
Macho

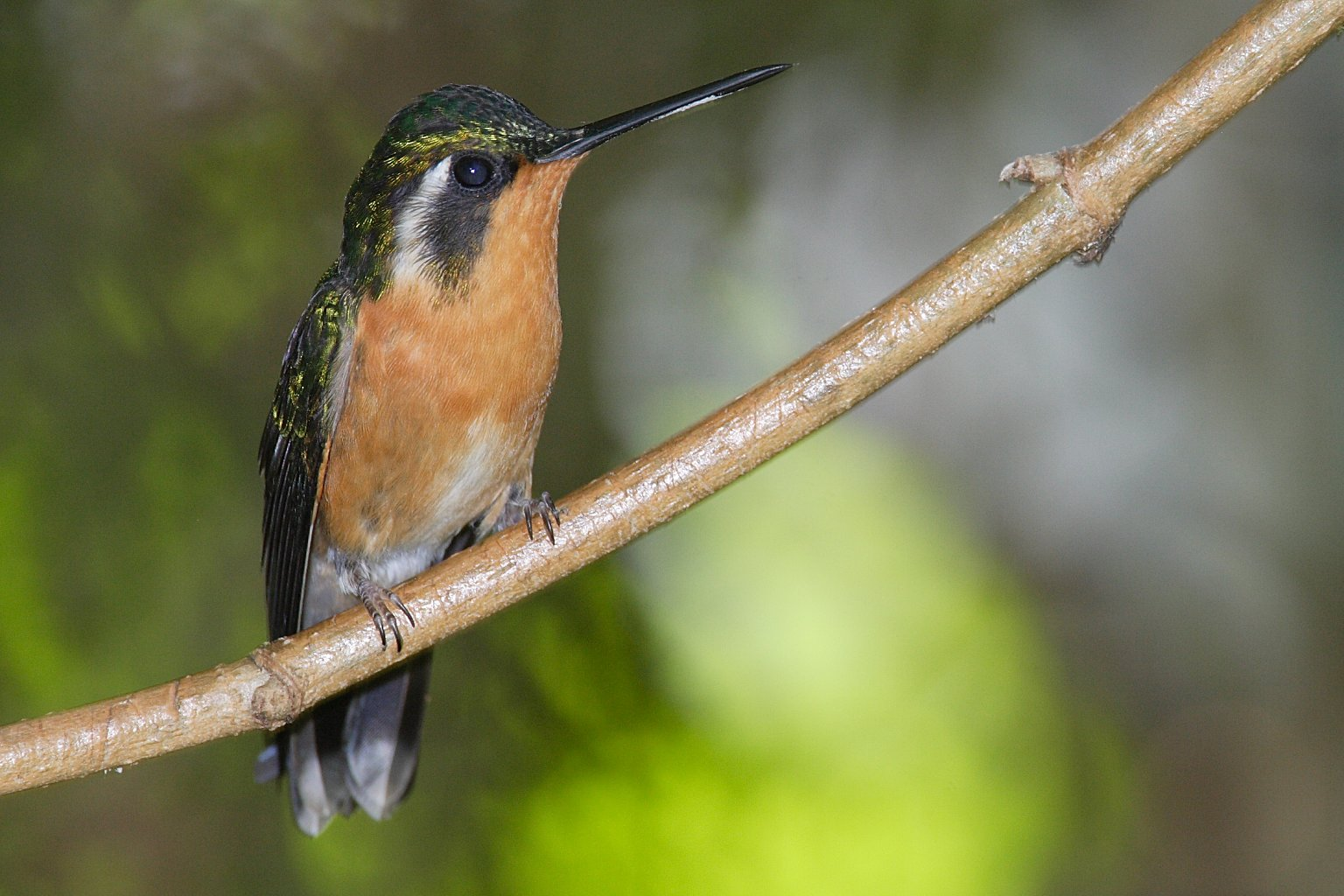
Fêmea

A mountaingem de cauda cinza tem cerca 12 cm (4.7 in) comprimento e pesa cerca 5 to 6 g (0.18 to 0.21 oz) . Tem um bico preto reto de comprimento médio, bochechas escuras e uma faixa branca atrás do olho. Os machos têm principalmente partes superiores verde-bronze escuras com uma coroa verde esmeralda e uma cauda preta a preta azulada. O queixo e a garganta são brancos, os lados do pescoço e a parte superior do peito são verdes brilhantes e a parte inferior do peito e a área da abertura são cinza escuro. As fêmeas têm as partes superiores totalmente verdes brilhantes. Suas penas centrais da cauda são metálicas escuras a verde bronze e as externas mais pálidas. Sua garganta e barriga são ruivas escuras e as coberturas inferiores são cinza com bordas brancas ou amarelas.

## Distribuição e habitat
A pedra-de-garganta-branca é encontrada apenas nas montanhas da província de Chiriquí, no oeste do Panamá. Habita o interior, bordas e clareiras arbustivas da floresta de carvalhos e também jardins em comunidades próximas à floresta. Em altitude varia de 1,500 m (4,900 ft) até a linha de madeira.

## Comportamento

### Movimento
A pedra-de-garganta-branca é residente durante todo o ano.

### Alimentando
O mountaingem de garganta branca se alimenta de néctar de uma variedade de plantas com flores. Os machos normalmente se alimentam de epífitas no interior da floresta, enquanto as fêmeas se alimentam mais frequentemente em áreas arbustivas. Os machos são territoriais, defendendo manchas de flores. Eles são dominantes sobre os beija-flores menores e subordinados aos maiores, como o beija-flor-de-garganta-de-fogo (Panterpe insignis). A espécie também se alimenta de pequenos artrópodes recolhidos da folhagem.

### Reprodução
A época de reprodução da pedra-de-garganta-branca vai de outubro a abril. Seu ninho é uma xícara de fibras finas com musgo e algum líquen na parte externa. A duração da incubação e o tempo de empenamento não são conhecidos.

### Vocalização
A pedra-de-garganta-branca faz chamadas agudas descritas como " ziit ou ziip " e também "uma música 'sputtery, borbulhante'".

## Status
A IUCN avaliou a gema da montanha-de-garganta-branca como sendo de menor preocupação, embora tenha um pequeno alcance e seu tamanho e tendência populacional sejam desconhecidos. É considerado comum. No entanto, "este beija-flor está potencialmente ameaçado por atividades humanas", como o desmatamento para madeira e agricultura.